# Fußball-Weltmeisterschaft der Frauen 2011

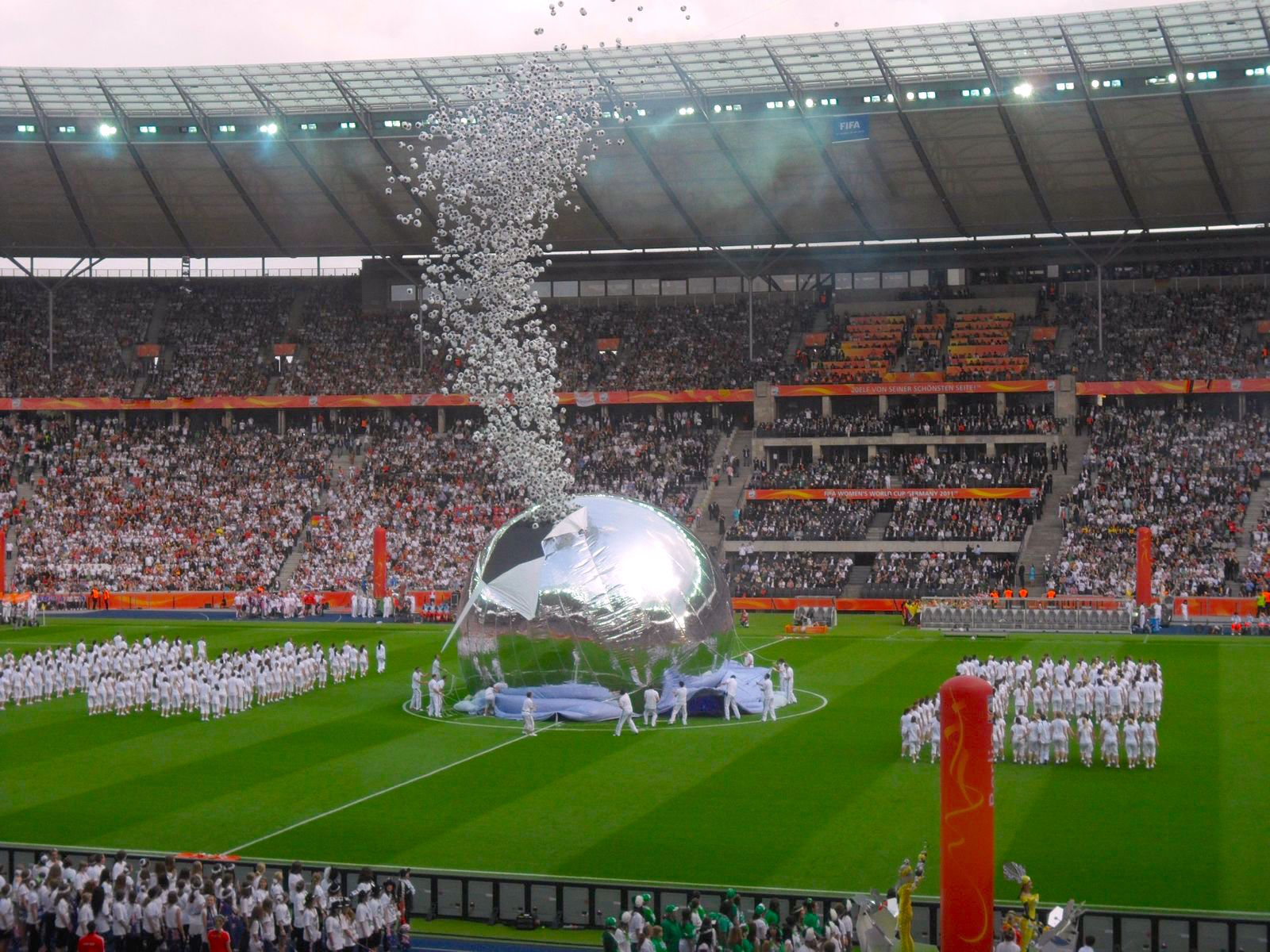
Eröffnungsfeier im Olympiastadion Berlin am 26. Juni 2011

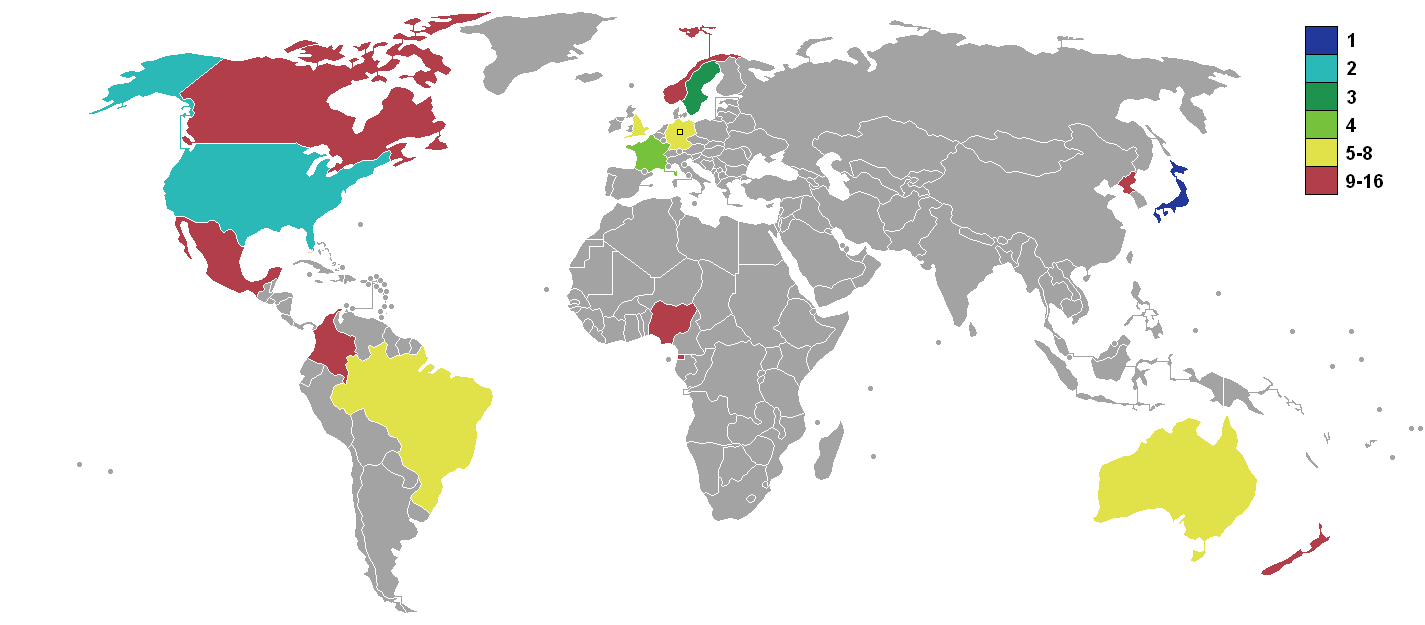
Teilnehmerplatzierungen

Die Endrunde der Fußball-Weltmeisterschaft der Frauen 2011 (engl.: FIFA Women’s World Cup Germany 2011) war die sechste Ausspielung des bedeutendsten Turniers für Frauenfußball-Nationalmannschaften und wurde vom 26. Juni bis 17. Juli 2011 im Land des Titelverteidigers Deutschland ausgetragen. Das Motto für die Endrunde lautete „20elf von seiner schönsten Seite!“. Nach der Weltmeisterschaft 2003 in den USA war dies die zweite Fußball-Weltmeisterschaft der Frauen, die im Land des Titelverteidigers ausgetragen wurde.
Es traten 16 Nationalmannschaften zunächst in der Gruppenphase in vier Gruppen und danach im K.-o.-System gegeneinander an. Weltmeister wurde zum ersten Mal die japanische Nationalmannschaft. Vizeweltmeister wurden die USA. Den dritten Platz belegte das schwedische Nationalteam. Titelverteidiger Deutschland schied im Viertelfinale aus. Die Teams aus Österreich und der Schweiz konnten sich nicht für die Endrunde qualifizieren.

## Vergabe
DFB-Präsident Theo Zwanziger kündigte am 26. Januar 2006 die Bewerbung für das Turnier an, nachdem Bundeskanzlerin Angela Merkel schon im Dezember 2005 dem DFB die volle Unterstützung der Bundesregierung zugesagt hatte.
Neben Deutschland hatten die Fußballverbände Australiens, Frankreichs, Kanadas, Perus und der Schweiz bis zum 1. März 2007 fristgerecht ihr Interesse an der Ausrichtung der Weltmeisterschaft 2011 angemeldet. Die sechs Verbände hatten bis zum 3. Mai 2007 Zeit, der FIFA eine Bestätigung über die Bewerbung zukommen zu lassen. Die endgültigen Bewerbungsunterlagen mussten der FIFA bis zum 1. August 2007 vorgelegt werden. Am 29. Mai 2007 zog die Schweiz ihre Bewerbung zurück, denn „weil sich alles in Europa auf die Bewerbung von Deutschland und Frankreich fokussiert, ergibt eine dritte europäische Bewerbung keinen Sinn“. Am 27. August 2007 zog auch Frankreich seine Bewerbung zurück. Als Ausgleich hat der DFB den französischen Verband bei der Bewerbung für die Europameisterschaft der Männer 2016 unterstützt. Später schieden auch Australien (am 12. Oktober) und Peru (am 17. Oktober) freiwillig aus dem Rennen um die Austragung aus, so dass bei der endgültigen Vergabe des Turniers nur noch Deutschland und Kanada Kandidaten für die Ausrichtung des Turniers waren. Am 30. Oktober 2007 vergab der Weltverband FIFA in Zürich die Weltmeisterschaft schließlich an Deutschland.

## Spielorte

### Auswahl der Stadien
Es bewarben sich insgesamt 23 Städte um die Ausrichtung von Spielen. Zu den ursprünglichen Bewerbern zählte auch das als Hochburg im deutschen Frauenfußball geltende Duisburg. Die Stadt hatte jedoch ihre Bewerbung aus finanziellen Gründen zurückgezogen. Weiterhin beworben hatten sich Aachen, Freiburg im Breisgau, Karlsruhe und Mannheim. Diese wurden aber nicht vom DFB in die Bewerbung aufgenommen. Die Bewerbungen aus Dortmund, Hamburg, Hannover, Kaiserslautern, Köln und Leipzig wurden nicht berücksichtigt, da in diesen Städten Spiele der Männer-Weltmeisterschaft 2006 ausgetragen wurden. Bereits im Oktober 2007 sicherte DFB-Präsident Theo Zwanziger Berlin für das Eröffnungsspiel und Frankfurt für das Endspiel die Teilnahme zu. Von den 23 Bewerbern wurden zunächst zwölf Städte für das offizielle Bewerbungsdossier des DFB für die Ausrichtung der WM ausgewählt. Als weitere Stadt bekam Wolfsburg im Mai 2008 vom DFB die Zusage für die WM. Von der Liste der zwölf Bewerber wurde jedoch im Juli 2008 Essen aufgrund der fehlenden Zusicherung für einen Stadionneubau wieder gestrichen.
1000 Tage vor der Eröffnung der Weltmeisterschaft wurden am 30. September 2008 im Kanzleramt in Berlin unter den Augen von Kanzlerin Angela Merkel die neun Austragungsorte bekannt gegeben. Neben den neun Austragungsorten waren auch Bielefeld und Magdeburg Teil des Bewerbungsdossiers. Diese Städte wurden vom DFB im letzten Auswahlverfahren ausgeschlossen.

### Die neun WM-Stadien
Laut DFB-Generalsekretär Wolfgang Niersbach hatten alle elf Bewerber ausgezeichnete Bewerbungen abgegeben. Weil Magdeburg zu nah an Wolfsburg liegt, wurde Dresden, das außerdem das größere Umland besitzt, als Vertreter des Nordostdeutschen Fußballverbands vorgezogen. In Nordrhein-Westfalen sollten alle drei Landesverbände mit jeweils einem Austragungsort bedacht werden, wodurch Bielefeld gegenüber Leverkusen den Kürzeren ziehen musste.
Die Gesamtzuschauerkapazität der neun Stadien belief sich auf 330.000 Zuschauer, wobei ausschließlich die Nutzung von Sitzplätzen vorgesehen war. Alle Zahlen beruhen auf den offiziellen Angaben des DFB. Die Stadien, bei denen die Namensrechte an Sponsoren abgetreten wurden, wurden für das Turnier umbenannt.
- Augsburg: Die SGL arena wurde im Juli 2009 eröffnet. Die Heimat des FC Augsburg bot während des Turniers Platz für 24.605 Zuschauer.[16] Im Stadion wurden drei Vorrundenpartien sowie ein Viertelfinale ausgetragen. Während des Turniers trug das Stadion den Namen FIFA Frauen-WM-Stadion Augsburg.
- Berlin: Das Olympiastadion war mit einer Kapazität von 73.680 Zuschauern[17] das größte Stadion des Turniers. Im Heimstadion von Hertha BSC fand lediglich das Eröffnungsspiel statt. Das Olympiastadion war 2006 Schauplatz des Finales der Männer-Weltmeisterschaft.
- Bochum: Mit 20.452 Plätzen[18] (während der FIFA Frauen-WM 2011) war das Ruhrstadion die kleinste Spielstätte der Weltmeisterschaft. Die Heimat des VfL Bochum wurde bis zur WM 2011 renoviert.[19] Das Stadion war Spielort von vier Vorrundenspielen und trug während des Turniers den Namen FIFA Frauen-WM-Stadion Bochum.
- Dresden: Das Glücksgas-Stadion, die Heimspielstätte von Dynamo Dresden, fasste zur WM 25.598 Zuschauerplätze.[20] Es wurden drei Vorrundenspiele und ein Viertelfinale in Dresden gespielt. Für die Dauer der Weltmeisterschaft trug das Stadion wieder seinen alten Namen Rudolf-Harbig-Stadion.
- Frankfurt am Main: Im Waldstadion (gegenwärtige offizielle Bezeichnung: Deutsche Bank Park), der Heimat von Eintracht Frankfurt, wurde das Finale ausgetragen. Mit 48.817 Plätzen[21] war es das zweitgrößte Stadion des Turniers und neben dem Berliner Olympiastadion die einzige Arena, in der auch Spiele der Männer-WM 2006 ausgetragen wurden. Neben dem Endspiel wurden zwei Vorrundenpartien, darunter ein Spiel der deutschen Mannschaft, und ein Halbfinale in Frankfurt ausgetragen. Während des Turniers trug das Stadion den Namen FIFA Frauen-WM-Stadion Frankfurt.

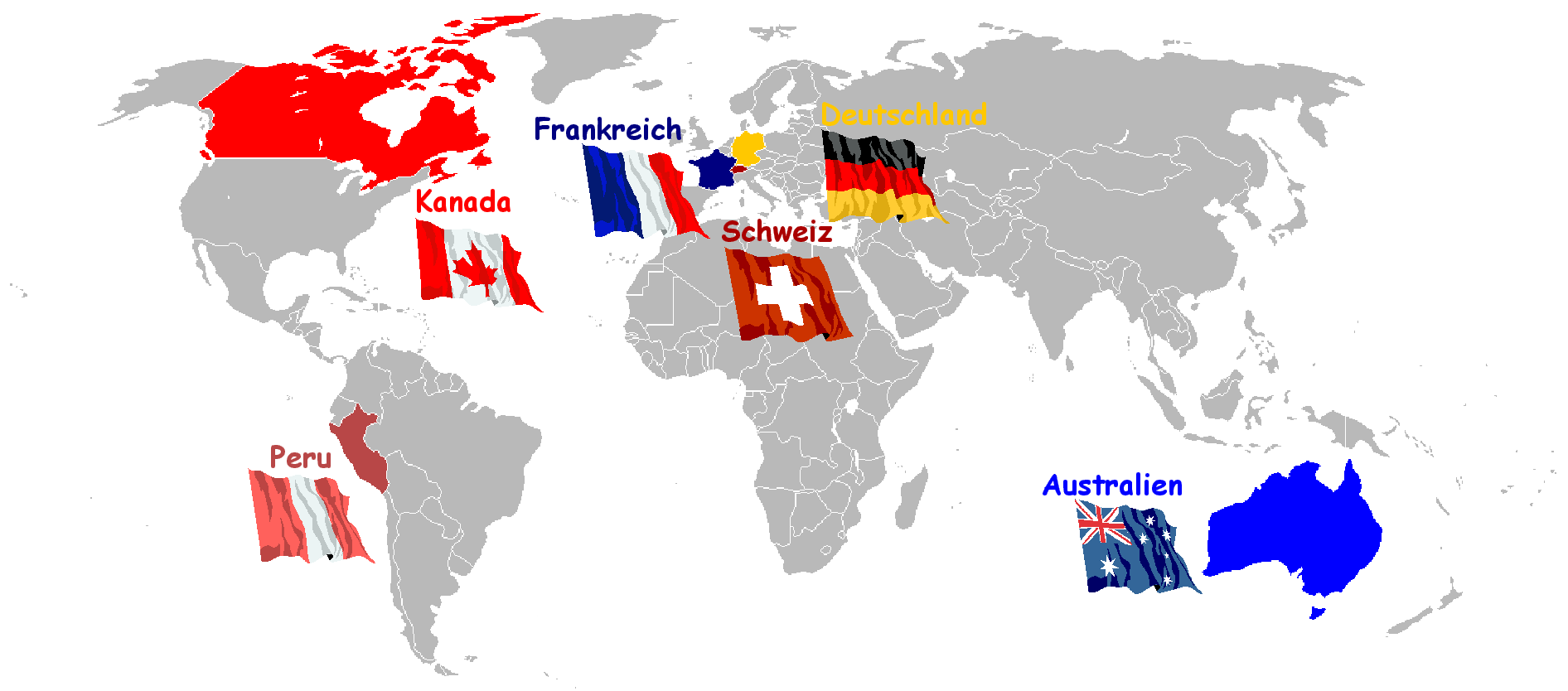
Alle ursprünglichen Bewerber für die WM 2011

- Alle ursprünglichen Bewerber für die WM 2011Leverkusen: Die Heimat von Bayer 04 Leverkusen, die BayArena, wurde bis 2009 auf 29.870 Plätze[22] ausgebaut. In der BayArena fand das Finale der Fußball-Weltmeisterschaft 2006 der Menschen mit Behinderung statt. In der während des Turniers FIFA Frauen-WM-Stadion Leverkusen heißenden Spielstätte wurden drei Vorrundenspiele und ein Viertelfinale ausgetragen.
- Mönchengladbach: Drittgrößtes Stadion war der Borussia-Park, in dem Borussia Mönchengladbach seine Heimspiele austrägt. Die Kapazität lag bei 45.867 Plätzen.[23] In Mönchengladbach wurden zwei Vorrundenspiele, davon eines der deutschen Mannschaft, und ein Halbfinale ausgetragen. Mönchengladbach ist die einzige WM-Stadt, in der die deutsche Frauennationalmannschaft vor der WM noch kein Länderspiel ausgetragen hatte.
- Sinsheim: Die 2009 eröffnete Rhein-Neckar-Arena, Heimat der TSG 1899 Hoffenheim, bot 25.475 Zuschauern[24] Platz. Sinsheim ist mit 35.000 Einwohnern der kleinste Spielort. In der Rhein-Neckar-Arena fanden drei Partien der Vorrunde sowie das Spiel um Platz 3 statt.
- Wolfsburg: Die Volkswagen Arena fasste 26.067 Zuschauer[25] während der WM. Die Spielstätte des VfL Wolfsburg wurde im Jahre 2002 erbaut. In Wolfsburg fanden drei Vorrundenpartien und ein Viertelfinale statt. Während des Turniers wurde das Stadion in Arena im Allerpark Wolfsburg umbenannt.[25]

| Augsburg |

| Berlin |

| Bochum |

| Dresden |

| Frankfurt am Main |

| Leverkusen |

| Mönchengladbach |

| Sinsheim |

| Wolfsburg |

| Augsburg |

| Berlin |

| Bochum |

| Dresden |

| Frankfurt am Main |

| Leverkusen |

| Mönchengladbach |

| Sinsheim |

| Wolfsburg |

## Qualifikation

### Diskussion um die Größe des Teilnehmerfeldes
Die FIFA dachte im Vorfeld des Turniers über eine Ausweitung des Teilnehmerfeldes von 16 auf 20 oder 24 Mannschaften nach, um der wachsenden Popularität des Frauenfußballs und der Frauenfußball-Weltmeisterschaft gerecht zu werden. Noch während der WM 2007 setzte sich FIFA-Präsident Sepp Blatter für eine Aufstockung des Teilnehmerfeldes auf 24 Mannschaften ein. Die Erweiterung des Teilnehmerfeldes war jedoch umstritten. Besonders der 11:0-Sieg der deutschen Mannschaft bei der WM 2007 gegen Argentinien entfachte eine Diskussion darüber, ob es überhaupt 24 etwa gleich starke Nationalmannschaften gibt. Am 6. Februar 2008 kam daher auch die Fußballkommission der FIFA zu dem Schluss, das Teilnehmerfeld nicht aufzustocken, da die beträchtlichen Niveauunterschiede zwischen den Teams keine Erweiterung des Teilnehmerfeldes zuließen. Eine Aufstockung auf 20 Mannschaften wurde aus spielplantechnischen und logistischen Gründen abgelehnt. Ferner vergab die FIFA die U-20-WM 2010 nach Deutschland. In Zukunft soll im Jahr vor der Frauen-Weltmeisterschaft im gleichen Land eine U-20-Weltmeisterschaft stattfinden. Vorbild ist hier die Ausrichtung des Konföderationen-Pokals durch den Gastgeber der Männer-Weltmeisterschaft.

## Teilnehmer
Das FIFA-Exekutivkomitee beschloss auf seiner Sitzung am 23. und 24. Oktober 2008, die Zahl der Startplätze für die Konföderationen neu zu verteilen: Asien erhält statt bisher 2,5 nun drei Plätze in der Endrunde. Dafür wird das europäische Kontingent von fünf auf 4,5 verkleinert. Nordamerika erhält weiterhin 2,5 Plätze, während Südamerika und Afrika jeweils zwei Teilnehmer stellen. Ozeanien kann eine Mannschaft zur Endrunde entsenden. Zwischen dem Fünften der europäischen Zone und dem Dritten der Nordamerikazone werden Entscheidungsspiele in Hin- und Rückspiel ausgetragen. Dazu kommt der automatisch qualifizierte Gastgeber.
Neu war, dass bei jeder Konföderation mindestens ein Drittel der angeschlossenen Mitgliedsverbände mit ihrer jeweiligen Nationalmannschaft an den Qualifikationsspielen teilnehmen musste. Sollte dies nicht geschehen, würde das FIFA-Exekutivkomitee das Startplatzkontingent bewerten und ggf. reduzieren. Insbesondere in Afrika hatten in der Vergangenheit mehrfach viele Verbände ihre Mannschaften vor Beginn der Qualifikation zurückgezogen.
Für die europäischen Mannschaften diente die WM gleichzeitig als Qualifikationsturnier für die Olympischen Spiele 2012 in London.
| 5 aus Europa                           | Deutschland (Gastgeber) | England     | Frankreich | Norwegen | Schweden |
| 2 aus Südamerika                       | Brasilien               | Kolumbien * |            |          |          |
| 3 aus Nord-, Mittelamerika und Karibik | Kanada                  | Mexiko      | USA        |          |          |
| 2 aus Afrika                           | Äquatorialguinea *      | Nigeria     |            |          |          |
| 3 aus Asien                            | Australien              | Japan       | Nordkorea  |          |          |
| 1 aus Ozeanien                         | Neuseeland              |             |            |          |          |

*Jeweils erstmalige Teilnahme

## Modus
Jede Mannschaft spielte in der Vorrunde je einmal gegen jede andere Mannschaft der gleichen Gruppe. Ein Sieg wurde mit drei Punkten, ein Unentschieden mit einem Punkt bewertet. Die Gruppenersten und -zweiten erreichten das Viertelfinale, während die Gruppendritten und -vierten ausschieden. Sollten zwei oder mehrere Mannschaften punktgleich sein, entschieden folgende Kriterien:
1. bessere Tordifferenz;
2. höhere Anzahl erzielter Tore;
3. höhere Punktzahl aus den Spielen der punkt- und torgleichen Mannschaften untereinander;
4. bessere Tordifferenz aus diesen Spielen;
5. höhere Anzahl erzielter Tore aus diesen Spielen;
6. Fairplay-Wertung;
7. Losentscheid.

Die beiden besten Mannschaften jeder Gruppe erreichten das Viertelfinale.
Endete ein Spiel ab dem Viertelfinale unentschieden, wurde zunächst eine Verlängerung von zweimal 15 Minuten gespielt. Endet auch die Verlängerung unentschieden, wurde die Begegnung im Elfmeterschießen entschieden.
Erhielt eine Spielerin ihre zweite gelbe Karte im Turnierverlauf, war sie für das nächste Spiel gesperrt, jedoch nicht für das Finale oder das Spiel um Platz 3.

## Auslosung
Am 28. November 2010 gab das FIFA-Exekutivkomitee die Lostöpfe für die Auslosung bekannt. Als Gruppenköpfe wurden Deutschland (Gruppe A), Japan (Gruppe B), die USA (Gruppe C) und Brasilien (Gruppe D) gesetzt. Diese Mannschaften waren in der FIFA-Weltrangliste auf den Rängen 2, 5, 1 und 3 platziert. In Topf 2 befanden sich die gemäß der Weltrangliste nächstbesten Teams außerhalb Europas, in Topf 3 die restlichen außereuropäischen Teams, und in Topf 4 die restlichen europäischen Teilnehmer.
- Topf 2: Australien (12), Nordkorea (6), Kanada (9), Mexiko (22)
- Topf 3: Nigeria (27), Äquatorialguinea (62), Neuseeland (23), Kolumbien (32)
- Topf 4: England (10), Frankreich (8), Schweden (4), Norwegen (7)

Die FIFA legte fest, dass es in jeder Gruppe nur ein Team pro Konföderation geben darf. Eine Ausnahme bildete die Gruppe A, in der zwei Mannschaften aus Europa spielten. Bei Topf 2 konnten Australien und Nordkorea nicht in Gruppe B sowie Kanada und Mexiko nicht in Gruppe C gelost werden. Für Kolumbien war die Gruppe D ausgeschlossen.
Die Auslosung der Weltmeisterschaft 2011 fand am 29. November 2010 im Frankfurter Congress Centrum statt. Der ehemalige deutsche Fußballnationalspieler Günter Netzer und das slowakische Model Adriana Karembeu, die zugleich „Botschafterin des Frauenfußballs“ des französischen Verbandes ist, zogen die Lose. Im Rahmenprogramm der Auslosung trat die deutsche Pop-Rock-Band Wir sind Helden auf.
| Gruppe A    | Gruppe B   | Gruppe C           | Gruppe D         |
| ----------- | ---------- | ------------------ | ---------------- |
| Deutschland | Japan      | Vereinigte Staaten | Brasilien        |
| Kanada      | Neuseeland | Nordkorea          | Australien       |
| Nigeria     | Mexiko     | Kolumbien          | Norwegen         |
| Frankreich  | England    | Schweden           | Äquatorialguinea |

## Vorrunde

### Gruppe A
| Pl. | Land        | Sp. | S | U | N | Tore    | Diff. | Punkte |
| --- | ----------- | --- | - | - | - | ------- | ----- | ------ |
| 1.  | Deutschland | 3   | 3 | 0 | 0 | 007:300 | +4    | 09     |
| 2.  | Frankreich  | 3   | 2 | 0 | 1 | 007:400 | +3    | 06     |
| 3.  | Nigeria     | 3   | 1 | 0 | 2 | 001:200 | −1    | 03     |
| 4.  | Kanada      | 3   | 0 | 0 | 3 | 001:700 | −6    | 0      |

|                                                             |   |             |           |
| Sonntag, 26. Juni 2011 um 15:00 Uhr in Sinsheim             |   |             |           |
| Nigeria                                                     | – | Frankreich  | 0:1 (0:0) |
| Sonntag, 26. Juni 2011 um 18:00 Uhr in Berlin               |   |             |           |
| Deutschland                                                 | – | Kanada      | 2:1 (2:0) |
| Donnerstag, 30. Juni 2011 um 18:00 Uhr in Bochum            |   |             |           |
| Kanada                                                      | – | Frankreich  | 0:4 (0:1) |
| Donnerstag, 30. Juni 2011 um 20:45 Uhr in Frankfurt am Main |   |             |           |
| Deutschland                                                 | – | Nigeria     | 1:0 (0:0) |
| Dienstag, 5. Juli 2011 um 20:45 Uhr in M'gladbach           |   |             |           |
| Frankreich                                                  | – | Deutschland | 2:4 (0:2) |
| Dienstag, 5. Juli 2011 um 20:45 Uhr in Dresden              |   |             |           |
| Kanada                                                      | – | Nigeria     | 0:1 (0:0) |

Titelverteidiger Deutschland wurde mit drei Siegen Gruppensieger, konnte dabei allerdings nur im Spiel gegen Frankreich überzeugen. Überschattet wurde die Vorrunde durch die Diskussionen um die Leistungen der deutschen Spielführerin Birgit Prinz, die nach zwei schwachen Auftritten ihren Stammplatz verlor. Frankreich sicherte sich den zweiten Platz in der Gruppe. Die Spielerinnen von Trainer Bruno Bini konnten durch ihre offensive Spielweise – kein Endrundenteilnehmer hat mehr Schüsse auf das gegnerische Tor abgegeben, auch nicht die US-Amerikanerinnen – viele Sympathien gewinnen. Nigeria und Kanada mussten vorzeitig die Heimreise antreten.

### Gruppe B
| Pl. | Land       | Sp. | S | U | N | Tore    | Diff. | Punkte |
| --- | ---------- | --- | - | - | - | ------- | ----- | ------ |
| 1.  | England    | 3   | 2 | 1 | 0 | 005:200 | +3    | 07     |
| 2.  | Japan      | 3   | 2 | 0 | 1 | 006:300 | +3    | 06     |
| 3.  | Mexiko     | 3   | 0 | 2 | 1 | 003:700 | −4    | 02     |
| 4.  | Neuseeland | 3   | 0 | 1 | 2 | 004:600 | −2    | 01     |

|                                                  |   |            |           |
| Montag, 27. Juni 2011 um 15:00 Uhr in Bochum     |   |            |           |
| Japan                                            | – | Neuseeland | 2:1 (1:1) |
| Montag, 27. Juni 2011,18:00 Uhr in Wolfsburg     |   |            |           |
| Mexiko                                           | – | England    | 1:1 (1:1) |
| Freitag, 1. Juli 2011 um 15:00 Uhr in Leverkusen |   |            |           |
| Japan                                            | – | Mexiko     | 4:0 (3:0) |
| Freitag, 1. Juli 2011 um 18:15 Uhr in Dresden    |   |            |           |
| Neuseeland                                       | – | England    | 1:2 (1:0) |
| Dienstag, 5. Juli 2011 um 18:15 Uhr in Augsburg  |   |            |           |
| England                                          | – | Japan      | 2:0 (1:0) |
| Dienstag, 5. Juli 2011 um 18:15 Uhr in Sinsheim  |   |            |           |
| Neuseeland                                       | – | Mexiko     | 2:2 (0:2) |

Nach einem holprigen Start konnten sich die Engländerinnen erstmals in ihrer WM-Geschichte den Gruppensieg sichern. Mit einem 2:0-Sieg über den Geheimfavoriten Japan sicherte sich das Team von Hope Powell den ersten Platz. Japan zog als Zweiter ins Viertelfinale ein. Homare Sawa gelangen dabei im Spiel gegen Mexiko drei Tore. Die Außenseiter aus Mexiko und Neuseeland schieden vorzeitig aus. Kurios verlief das abschließende Spiel der beiden Mannschaften, wo Mexiko bis zur 89. Minute mit 2:0 führte und noch zwei Treffer kassierte.

### Gruppe C
| Pl. | Land      | Sp. | S | U | N | Tore    | Diff. | Punkte |
| --- | --------- | --- | - | - | - | ------- | ----- | ------ |
| 1.  | Schweden  | 3   | 3 | 0 | 0 | 004:100 | +3    | 09     |
| 2.  | USA       | 3   | 2 | 0 | 1 | 006:200 | +4    | 06     |
| 3.  | Nordkorea | 3   | 0 | 1 | 2 | 000:300 | −3    | 01     |
| 4.  | Kolumbien | 3   | 0 | 1 | 2 | 000:400 | −4    | 01     |

|                                                    |   |           |           |
| Dienstag, 28. Juni 2011 um 15:00 Uhr in Leverkusen |   |           |           |
| Kolumbien                                          | – | Schweden  | 0:1 (0:0) |
| Dienstag, 28. Juni 2011 um 18:15 Uhr in Dresden    |   |           |           |
| USA                                                | – | Nordkorea | 2:0 (0:0) |
| Samstag, 2. Juli 2011 um 14:00 Uhr in Augsburg     |   |           |           |
| Nordkorea                                          | – | Schweden  | 0:1 (0:0) |
| Samstag, 2. Juli 2011 um 18:00 Uhr in Sinsheim     |   |           |           |
| USA                                                | – | Kolumbien | 3:0 (1:0) |
| Mittwoch, 6. Juli 2011 um 20:45 Uhr in Wolfsburg   |   |           |           |
| Schweden                                           | – | USA       | 2:1 (2:0) |
| Mittwoch, 6. Juli 2011 um 20:45 Uhr in Bochum      |   |           |           |
| Nordkorea                                          | – | Kolumbien | 0:0       |

In der so genannten „Todesgruppe“ setzte sich etwas überraschend Schweden vor den USA durch. Nach zwei knappen 1:0-Siegen konnten die Skandinavierinnen die USA mit 2:1 besiegen. Das Vorrundenaus ereilte den Geheimfavoriten aus Nordkorea sowie den Außenseiter aus Kolumbien. Beide Mannschaften blieben ohne Torerfolg. Abseits des Platzes machte Nordkorea durch zwei Dopingvergehen Schlagzeilen.

### Gruppe D
| Pl. | Land             | Sp. | S | U | N | Tore    | Diff. | Punkte |
| --- | ---------------- | --- | - | - | - | ------- | ----- | ------ |
| 1.  | Brasilien        | 3   | 3 | 0 | 0 | 007:000 | +7    | 09     |
| 2.  | Australien       | 3   | 2 | 0 | 1 | 005:400 | +1    | 06     |
| 3.  | Norwegen         | 3   | 1 | 0 | 2 | 002:500 | −3    | 03     |
| 4.  | Äquatorialguinea | 3   | 0 | 0 | 3 | 002:700 | −5    | 0      |

|                                                          |   |                  |           |
| Mittwoch, 29. Juni 2011 um 15:00 Uhr in Augsburg         |   |                  |           |
| Norwegen                                                 | – | Äquatorialguinea | 1:0 (0:0) |
| Mittwoch, 29. Juni 2011 um 18:15 Uhr in M'gladbach       |   |                  |           |
| Brasilien                                                | – | Australien       | 1:0 (0:0) |
| Sonntag, 3. Juli 2011 um 14:00 Uhr in Bochum             |   |                  |           |
| Australien                                               | – | Äquatorialguinea | 3:2 (1:1) |
| Sonntag, 3. Juli 2011 um 18:15 Uhr in Wolfsburg          |   |                  |           |
| Brasilien                                                | – | Norwegen         | 3:0 (1:0) |
| Mittwoch, 6. Juli 2011 um 18:00 Uhr in Frankfurt am Main |   |                  |           |
| Äquatorialguinea                                         | – | Brasilien        | 0:3 (0:0) |
| Mittwoch, 6. Juli 2011 um 18:00 Uhr in Leverkusen        |   |                  |           |
| Australien                                               | – | Norwegen         | 2:1 (0:0) |

Brasilien gewann seine drei Gruppenspiele und blieb dabei ohne Gegentor. Die einzige große Überraschung der Vorrunde war der 2:1-Sieg von Australien über Norwegen, mit dem die „Matildas“ das Viertelfinale erreichten. Mitfavorit Norwegen musste erstmals bei einer Weltmeisterschaft bereits nach der Vorrunde die Heimreise antreten. Äquatorialguinea als krasser Außenseiter wurde Gruppenletzter.

## Finalrunde
|  | Viertelfinale             | Viertelfinale                   |                                   |                                   | Halbfinale                        | Halbfinale |  |  | Finale                   | Finale                   |
|  |                           |                                 |                                   |                                   |                                   |            |  |  |                          |                          |
|  | 9. Juli 2011 – Wolfsburg  |                                 |                                   |                                   |                                   |            |  |  |                          |                          |
|  | Deutschland               | 0                               |                                   |                                   |                                   |            |  |  |                          |                          |
|  | Deutschland               | 0                               | 13. Juli 2011 – Frankfurt am Main |                                   |                                   |            |  |  |                          |                          |
|  | Japan                     | 212                             |                                   |                                   |                                   |            |  |  |                          |                          |
|  | Japan                     | 212                             | Japan                             | 3                                 |                                   |            |  |  |                          |                          |
|  |                           |                                 | Japan                             | 3                                 |                                   |            |  |  |                          |                          |
|  |                           | Schweden                        | 1                                 |                                   |                                   |            |  |  |                          |                          |
|  | Schweden                  | Schweden                        | 1                                 | 3                                 |                                   |            |  |  |                          |                          |
|  | Schweden                  |                                 |                                   | 3                                 |                                   |            |  |  |                          |                          |
|  | Australien                | 1                               |                                   | 17. Juli 2011 – Frankfurt am Main | 17. Juli 2011 – Frankfurt am Main |            |  |  |                          |                          |
|  | 10. Juli 2011 – Augsburg  | 10. Juli 2011 – Augsburg        | Japan                             | 12 (3)1                           |                                   |            |  |  |                          |                          |
|  | 9. Juli 2011 – Leverkusen | 9. Juli 2011 – Leverkusen       |                                   | USA                               | 2 (1)                             |            |  |  |                          |                          |
|  | England                   | 1 (3)                           |                                   |                                   |                                   |            |  |  |                          |                          |
|  | Frankreich                | 11 (4)1                         |                                   |                                   |                                   |            |  |  |                          |                          |
|  | Frankreich                | 11 (4)1                         | Frankreich                        | 1                                 |                                   |            |  |  |                          |                          |
|  |                           |                                 | Frankreich                        | 1                                 | Spiel um Platz 3                  |            |  |  |                          |                          |
|  |                           | USA                             | 3                                 |                                   |                                   |            |  |  |                          |                          |
|  | Brasilien                 | USA                             | 3                                 | 2 (3)                             | Schweden                          | 2          |  |  |                          |                          |
|  | Brasilien                 | 13. Juli 2011 – Mönchengladbach |                                   | 2 (3)                             | Schweden                          | 2          |  |  |                          |                          |
|  | USA                       | 12 (5)1                         |                                   | Frankreich                        | 1                                 |            |  |  |                          |                          |
|  | USA                       | 12 (5)1                         |                                   |                                   | 1                                 |            |  |  |                          |                          |
|  | 10. Juli 2011 – Dresden   | 10. Juli 2011 – Dresden         |                                   |                                   |                                   |            |  |  | 16. Juli 2011 – Sinsheim | 16. Juli 2011 – Sinsheim |

1 Sieg im Elfmeterschießen
2 Sieg nach Verlängerung

### Viertelfinale
|                                                  |   |            |                                 |
| Samstag, 9. Juli 2011 um 18:00 Uhr in Leverkusen |   |            |                                 |
| England                                          | – | Frankreich | 1:1 n. V. (1:1, 0:0), 3:4 i. E. |
| Samstag, 9. Juli 2011 um 20:45 Uhr in Wolfsburg  |   |            |                                 |
| Deutschland                                      | – | Japan      | 0:1 n. V.                       |
| Sonntag, 10. Juli 2011 um 13:00 Uhr in Augsburg  |   |            |                                 |
| Schweden                                         | – | Australien | 3:1 (2:1)                       |
| Sonntag, 10. Juli 2011 um 17:30 Uhr in Dresden   |   |            |                                 |
| Brasilien                                        | – | USA        | 2:2 n. V. (1:1, 0:1), 3:5 i. E. |

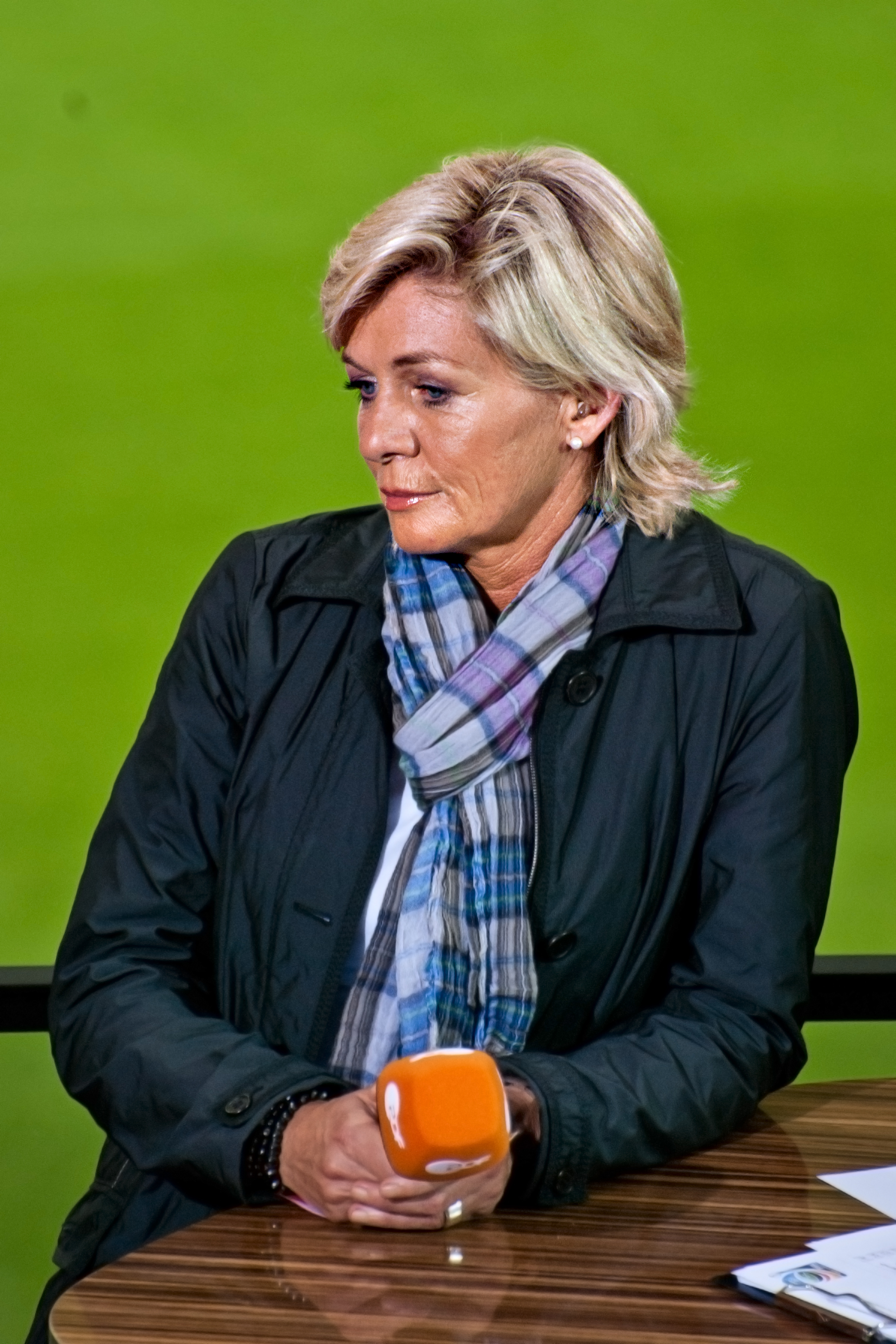
Die deutsche Trainerin Silvia Neid nach dem WM-Aus

Frankreich benötigte das Elfmeterschießen, um erstmals das Halbfinale einer Weltmeisterschaft zu erreichen. Jill Scott brachte die Engländerinnen in Führung, die Élise Bussaglia drei Minuten vor Abpfiff ausgleichen konnte. Im Elfmeterschießen konnte Karen Bardsley den Versuch von Camille Abily halten. Jedoch vergaben auf englischer Seite Claire Rafferty und Faye White ihre Versuche.
Deutschland ging nach 15 Spielen ohne Niederlage bei Weltmeisterschaften erstmals wieder als Verlierer vom Platz. Nach torlosen 90 Minuten erzielte Karina Maruyama in der 108. Spielminute das einzige Tor des Spieles. Bundestrainerin Silvia Neid geriet nach dem Aus in die Kritik.
Den einzigen Viertelfinalsieg nach 90 Minuten erreichte Schweden durch ein 3:1 über Australien. Durch den Halbfinaleinzug von Frankreich und Schweden verpasste die deutsche Elf zum ersten Mal die Qualifikation für die Olympischen Spiele.
Brasilien führte gegen die USA in Überzahl mit 2:1, als Abby Wambach in der 122. Minute der Ausgleich gelang. Im anschließenden Elfmeterschießen konnte US-Torhüterin Hope Solo den Versuch von Daiane vereiteln, während alle Schützinnen des US-Teams verwandelten und die USA das Spiel damit für sich entschieden.

### Halbfinale
|                                                           |   |          |           |
| Mittwoch, 13. Juli 2011 um 18:00 Uhr in Mönchengladbach   |   |          |           |
| Frankreich                                                | – | USA      | 1:3 (0:1) |
| Mittwoch, 13. Juli 2011 um 20:45 Uhr in Frankfurt am Main |   |          |           |
| Japan                                                     | – | Schweden | 3:1 (1:1) |

Die oft als favorisiert eingestuften US-Amerikanerinnen konnten durch einen 3:1-Sieg zum dritten Mal in ein WM-Finale einziehen. Lauren Cheney brachte die USA nach neun Minuten in Führung. In der Folgezeit wurden die Französinnen stärker und kamen nach 55 Minuten durch Sonia Bompastor zum Ausgleich. Abby Wambach in der 79. Minute und Alex Morgan in der 82. Minute sorgten für die Entscheidung.
Im zweiten Halbfinale gingen die Schwedinnen durch Josefine Öqvist nach elf Minuten in Führung. Acht Minuten später gelang den Japanerinnen durch Nahomi Kawasumi der Ausgleich. Die Asiatinnen bestimmten weite Teile des restlichen Spiels. Homare Sawa in der 60. Minute und erneut Kawasumi in der 64. Minute besorgten den 3:1-Endstand.

### Spiel um Platz 3
|                                                 |   |            |           |
| Samstag, 16. Juli 2011 um 17:30 Uhr in Sinsheim |   |            |           |
| Schweden                                        | – | Frankreich | 2:1 (1:0) |

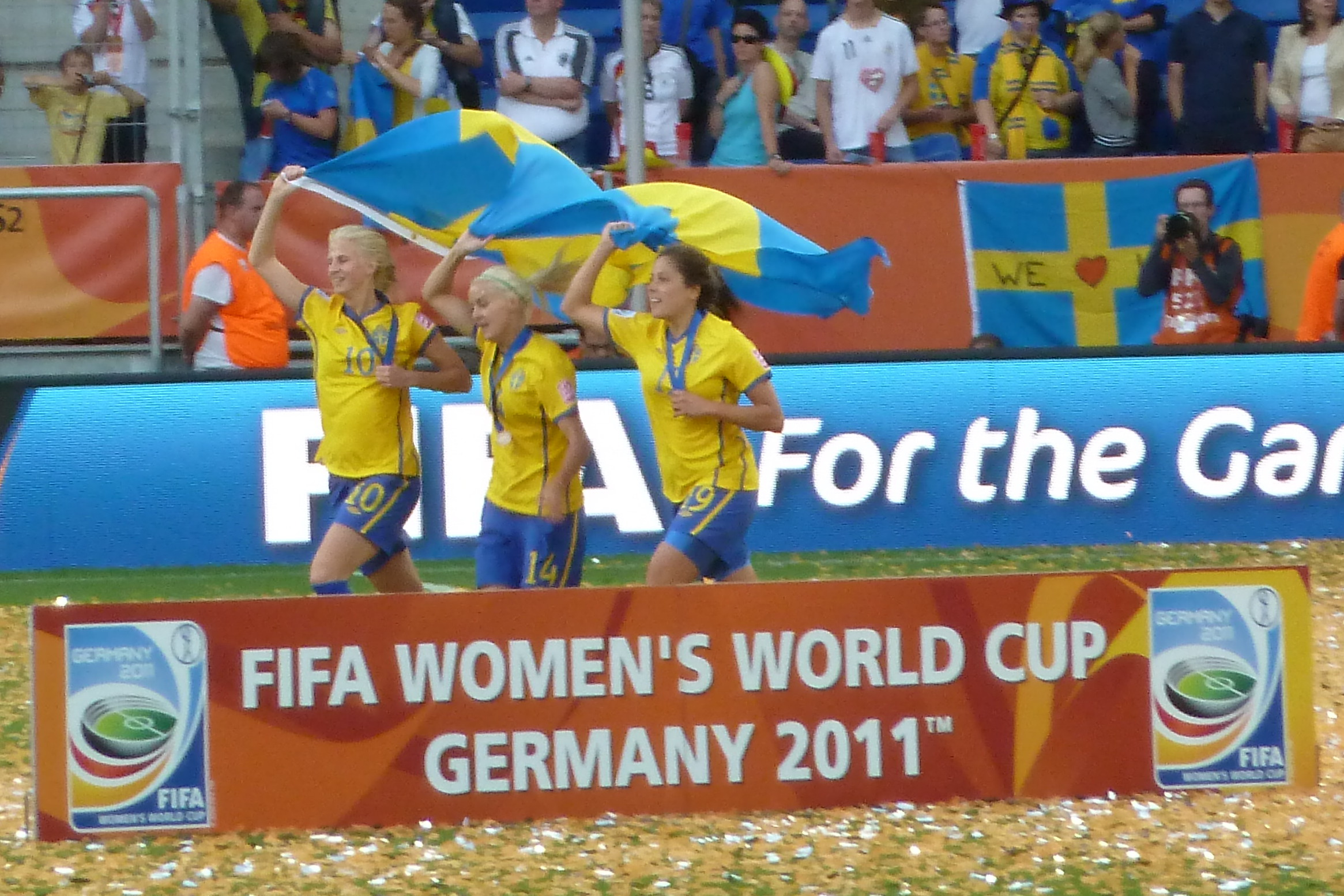
Die Schwedinnen Sofia Jakobsson, Josefine Öqvist und Madelaine Edlund nach dem Erreichen von Platz 3

Schweden sicherte sich den dritten Platz. Lotta Schelin brachte ihre Mannschaft in der 29. Spielminute mit 1:0 in Führung. Anschließend musste Frankreich verletzungsbedingt Torfrau Bérangère Sapowicz und Spielmacherin Louisa Nécib ersetzen; gleichwohl galten die Französinnen als überlegen und konnten durch Élodie Thomis in der 56. Minute ausgleichen. Schweden musste ab der 68. Minute in Unterzahl spielen, als Josefine Öqvist wegen einer Tätlichkeit (Nachtreten) gegenüber Sonia Bompastor die Rote Karte bekam. Die Skandinavierinnen gewannen die Partie durch einen Treffer von Marie Hammarström in der 82. Minute. Nach einem umstrittenen Eckstoß schoss sie den Ball von der Strafraumgrenze in den kurzen Winkel.

### Finale
|                                                          |   |     |                                 |
| Sonntag, 17. Juli 2011 um 20:45 Uhr in Frankfurt am Main |   |     |                                 |
| Japan                                                    | – | USA | 2:2 n. V. (1:1, 0:0), 3:1 i. E. |

Pressestimmen zum Finale
„Katastrophen vergessen - für einen Tag - Egal ob in Tokio oder anderswo: Der Gewinn der Weltmeisterschaft hat das  Japan in Hochstimmung versetzt. Für einen Moment konnten die Zerstörungen durch Erdbeben und Tsunami vergessen werden.“
FAZ (Deutschland)
„Ein unverwüstliches Team lindert den Schmerz einer ganzen Nation.“
New York Times
„'Nadeshiko' erhebt die Nation durch überraschenden Sieg über Amerikanerinnen.“
Japan Times
„Japans Goliath-Bezwingung bei der Weltmeisterschaft endete im Finale beim glorreichen 3:1-Elfmeter-Sieg über das traditionelle Machtzentrum der Vereinigten Staaten.“
Daily Mirror
„Ein fantastisches Finale. Japans Sieg über die USA in der WM markiert einen Trendbruch, von dem alle sprachen, aber niemand dachte, dass er schon jetzt kommt. Die Zukunft des Frauenfußballs ist angekommen, ein Barcelona-inspirierter, technischer Fußball, basierend auf Kontrolle, Passgewandtheit und Geduld.“
Dagens Nyheter (Schweden)
„Japan hatte niemand auf dem Zettel - WM-Titel der Fussballerinnen gibt dem von Katastrophen geplagten Land wieder Kraft“
NZZ (Schweiz)
Japan sicherte sich durch einen Sieg im Elfmeterschießen gegen die USA seinen ersten WM-Titelgewinn. In den ersten 45 Minuten war das Team der US-Amerikanerinnen überlegen und hatte mehrere Torchancen. In der zweiten Halbzeit gelang der zuvor eingewechselten Alex Morgan der Führungstreffer für die USA, den Aya Miyama in der 81. Minute ausglich. Es kam zur Verlängerung, in der die USA durch Wambach erneut in Front gingen. Den Japanerinnen gelang durch Sawa wiederum der Ausgleich, so dass nach 120 Spielminuten ein Elfmeterschießen die Entscheidung herbeiführen musste. Zuvor, in der 120. Minute, bekam die Japanerin Iwashimizu wegen einer Notbremse die Rote Karte. Im Elfmeterschießen hielt die japanische Torhüterin Ayumi Kaihori zwei Elfmeter, zudem schoss Carli Lloyd über das Tor. Abby Wambach traf als Vierte, so dass sich Japan bei einem Fehlschuss mit 3:1 durchsetzte.

## Beste Torschützinnen
| Platz | Spielerin      | Tore |
| ----- | -------------- | ---- |
| 1     | Homare Sawa    | 5    |
| 2     | Marta          | 4    |
|       | Abby Wambach   | 4    |
| 4     | Lisa Dahlkvist | 3    |

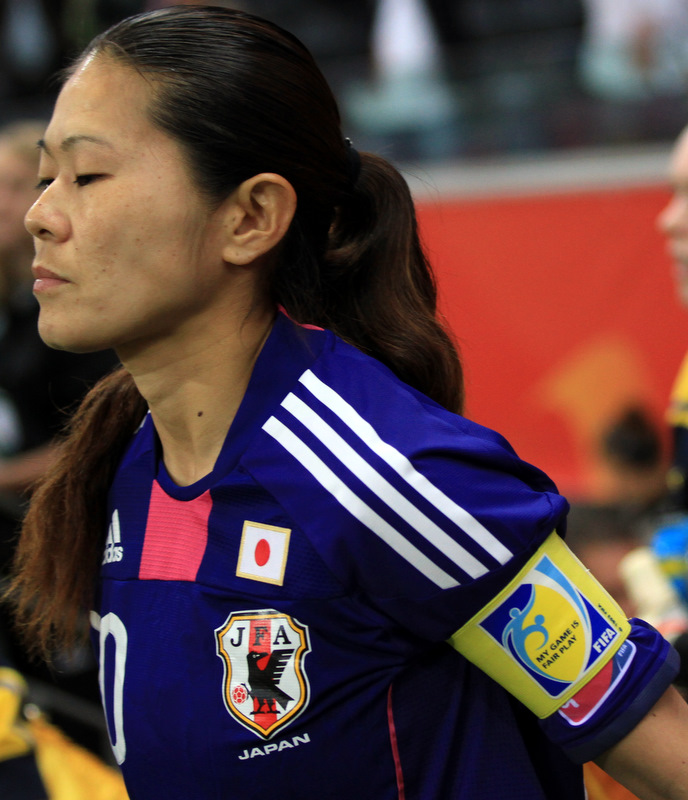
Beste Spielerin und beste Torschützin der WM 2011 war Homare Sawa

Die Japanerin Homare Sawa war mit fünf Toren die erfolgreichste Torschützin des Turniers. Damit stellte sie einen neuen Rekord auf, denn noch nie reichten fünf Turniertore für den Goldenen Schuh. Insgesamt konnten sich 57 Spielerinnen in die Torschützenliste eintragen. Das einzige Eigentor unterlief der Brasilianerin Daiane. Die Mannschaft der USA war mit 13 Treffern die torhungrigste Mannschaft. Während des Turniers fielen 86 Tore, was einem Schnitt von 2,69 Toren pro Spiel entspricht. Beide Werte sind die geringsten der WM-Geschichte.
Eine Publikumsabstimmung auf der FIFA-Webseite über das „Tor des Turniers“, für das der Weltverband zehn Treffer zur Auswahl gestellt hatte, erbrachte eine Mehrheit für Abby Wambachs Kopfball zum 2:2 im Viertelfinale gegen Brasilien. Auf den zweiten Platz kam Nahomi Kawasumis Distanzschuss zum 3:1-Endstand im Halbfinale gegen Schweden, Dritter wurde Marie Hammarströms Siegtreffer im kleinen Finale gegen Frankreich.

## Auszeichnungen

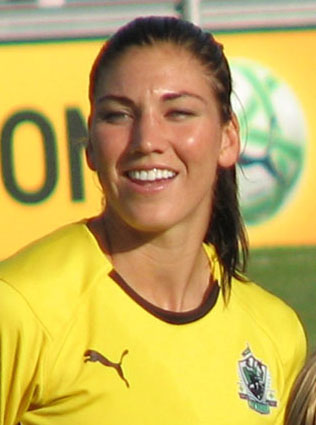
Hope Solo (USA) wurde zur besten Torhüterin gewählt.

### Goldener Ball der Firma adidas
Den Goldenen Ball als beste Spielerin des Turniers erhielt die Japanerin Homare Sawa (28,4 % der abgegebenen Stimmen). Den Silbernen Ball erhielt die US-Amerikanerin Abby Wambach (17,6 %) und den Bronzenen Ball ihre Landsfrau Hope Solo (13,3 %). Die Wahl war durch Medienvertreter aus einer FIFA-Vorschlagsliste vorgenommen worden, der außer den drei Ausgezeichneten die folgenden Spielerinnen angehörten: Sonia Bompastor (Frankreich), Lauren Cheney (USA), Kerstin Garefrekes (Deutschland), Marta (Brasilien), Aya Miyama (Japan), Louisa Nécib (Frankreich), Shinobu Ōno (Japan) sowie die beiden Schwedinnen Lotta Schelin und Caroline Seger.

### adidas Goldener Schuh
Den Goldenen Schuh als erfolgreichste Torschützin erhielt ebenfalls die Japanerin Homare Sawa für ihre fünf Turniertore. Den Silbernen Schuh erhielt die Brasilianerin Marta und den Bronzenen Schuh die US-Amerikanerin Abby Wambach. Da beide Spielerinnen je vier Tore erzielt hatten, entschied die Anzahl der Torvorlagen über die Rangfolge.

### adidas Goldener Handschuh
Den Goldenen Handschuh für die beste Torhüterleistung des Turniers erhielt die US-Amerikanerin Hope Solo.

### FIFA-Fairplay-Auszeichnung
Der FIFA-Fairplay-Preis für die fairste Mannschaft des Turniers ging an Weltmeister Japan.

### Hyundai „Beste Junge Spielerin“
Erstmals wurde ein Preis für die beste Spielerin unter 20 Jahren vergeben. Dieser ging an die Australierin Caitlin Foord.

## All-Star-Team
Insgesamt 21 Spielerinnen wurden in das All-Star-Team gewählt.
| Ayumi Kaihori |
| Hope Solo     |

| Saskia Bartusiak     |
| Sonia Bompastor      |
| Érika                |
| Laura Georges        |
| Elise Kellond-Knight |
| Alex Scott           |

| Genoveva Añonma    |
| Shannon Boxx       |
| Lauren Cheney      |
| Kerstin Garefrekes |
| Aya Miyama         |
| Louisa Nécib       |
| Shinobu Ōno        |
| Homare Sawa        |
| Jill Scott         |
| Caroline Seger     |

| Marta         |
| Lotta Schelin |
| Abby Wambach  |

## Ehrungen der Platzierten
Sonia Bompastor, Aya Miyama, Alex Morgan, Louisa Nécib, Homare Sawa, Lotta Schelin, Hope Solo und Abby Wambach kamen in die Vorauswahl für den FIFA Ballon d’Or 2011, nominiert wurden Homare Sawa und Abby Wambach sowie Marta, ausgezeichnet wurde Sawa. Die Trainer der vier platzierten Teams Norio Sasaki, Pia Sundhage, Thomas Dennerby und Bruno Bini kamen in die Vorauswahl für die Auszeichnung „FIFA-Welttrainer des Jahres im Frauenfußball 2011“, nominiert wurden Sasaki, Sundhage und Bini, ausgezeichnet wurde Sasaki. Abby Wambach wurde von der Women's Sports Foundation zur Sportlerin des Jahres ernannt. Aya Miyama wurde zur Fußballerin des Jahres in Asien gewählt. Homare Sawa wurde zudem für den Laureus World Sports Awards nominiert.

## Hintergrund

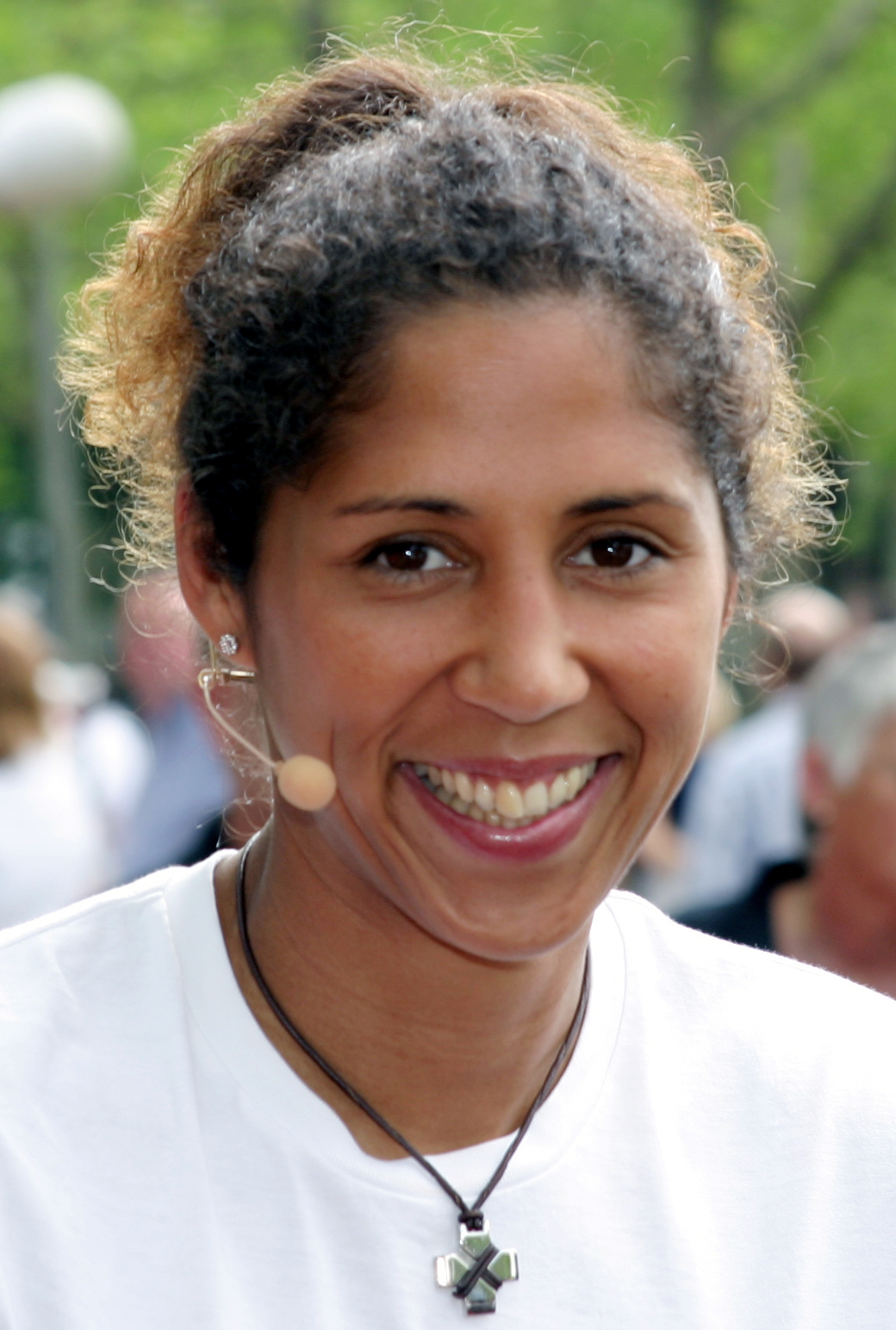
Steffi Jones, OK-Präsidentin

### Organisationskomitee
Das Organisationskomitee der Fußball-Weltmeisterschaft der Frauen 2011 (kurz: OK) organisierte die Fußball-WM in Deutschland. Präsidentin des OKs war die ehemalige Nationalspielerin Steffi Jones. Sie nahm am 1. Januar 2008 ihre Arbeit auf. Bundespräsident Christian Wulff, (CDU) übernahm die Schirmherrschaft für das Turnier.
Das OK bestand aus einem Präsidium unter Vorsitz von Jones, dem DFB-Präsidium als Aufsichtsorgan sowie einem zwanzigköpfigen Kuratorium unter dem Vorsitz von Thomas Bach. Bei der Eröffnung der Büroräume am 25. Januar 2008 stellte Jones ihr fünfköpfiges Führungsteam vor. Geschäftsführer des OK war Uli Wolter, der bei der Männer-WM 2006 Leiter der OK-Außenstelle in Leipzig war. Neben Wolter umfasste das Führungsteam vier Abteilungsleiter. Heike Ulrich war für die Turnierorganisation verantwortlich. Die ehemalige Nationalspielerin Doris Fitschen leitete die Marketingabteilung. Winfried Naß stand der Abteilung „Städte/Stadien“ vor. Komplettiert wurde der Führungsstab von Jens Grittner, der bei der Männer-WM 2006 Pressesprecher des Organisationskomitees war.
Neben dem Organisationskomitee warben fünf Botschafterinnen für die WM. Ernannt wurden die ehemaligen deutschen Nationalspielerinnen Britta Carlson, Renate Lingor, Sandra Minnert und Silke Rottenberg sowie die Sportschützin Manuela Schmermund. Neben diesen fünf Botschafterinnen wurden an jedem Spielort außer Berlin jeweils zwei Städtebotschafter ernannt. Im Februar 2010 legte Rottenberg ihr Amt aus beruflichen Gründen nieder.
| Städtebotschafter | Städtebotschafter                   | Städtebotschafter | Städtebotschafter                                  |
| Stadt             | Botschafter                         | Stadt             | Botschafter                                        |
| ----------------- | ----------------------------------- | ----------------- | -------------------------------------------------- |
| Augsburg          | Magdalena Neuner, Karl-Heinz Riedle | Leverkusen        | Britta Heidemann, Carsten Ramelow, Bernd Schneider |
| Berlin            | kein Botschafter                    | Mönchengladbach   | Dunja Hayali, Rainer Bonhof                        |
| Bochum            | Shary Reeves, Dariusz Wosz          | Sinsheim          | Franziska van Almsick, Hansi Flick                 |
| Dresden           | Stephanie Stumph, Matthias Sammer   | Wolfsburg         | Britta Carlson, Roy Präger                         |
| Frankfurt am Main | Sandra Smisek, Charly Körbel        |                   |                                                    |

Um möglichst viele gesellschaftliche Gruppen für das Sportereignis zu begeistern, wurde im Rahmen der Bekanntgabe der Spielorte am 30. September 2008 in Berlin die Top-Elf für 2011 der Öffentlichkeit vorgestellt. Dieses symbolische Team setzt sich aus elf prominenten Frauen aus den Bereichen Wirtschaft, Kunst und Kultur, Sport und Medien zusammen. Neben Bundeskanzlerin Angela Merkel als „Teamchefin“ konnten die Wirtschaftswissenschaftlerin Beatrice Weder di Mauro, die Schauspielerinnen Maria Furtwängler, Renan Demirkan und Ulrike Folkerts, die Popmusikerin Nena, die Sportlerinnen Magdalena Neuner, Franziska van Almsick und Britta Heidemann sowie die Moderatorinnen Dunja Hayali, Shary Reeves und Monica Lierhaus für die Idee gewonnen werden.

### Preisgelder
2007 erhielten die Teilnehmer erstmals Preisgelder. 2011 wurde der Betrag erhöht, nun erhielten die teilnehmenden Teams je nach Platzierung folgende Preisgelder:
- Weltmeister: 1.000.000 $
- Vizeweltmeister: 800.000 $
- Dritter: 650.000 $
- Vierter: 550.000 $
- Viertelfinalisten: 350.000 $
- Platz 9 bis 16: 250.000 $

Zudem erhielt jeder Verband 75.000 $ für die Vorbereitung. Am 16. Juli teilte Sepp Blatter mit, dass das Preisgeld auf 10 Millionen $ aufgestockt wurde. Wie die Verteilung erfolgt, wird noch bekannt gegeben.

### Sponsoren und Spielball

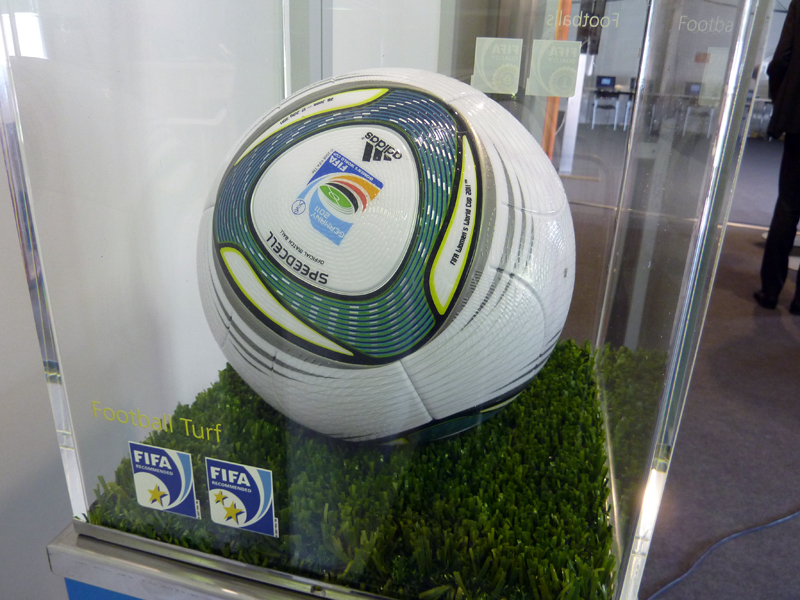
Offizieller Spielball „Speedcell“ in einer Vitrine

Der DFB rechnete mit einem Budget in Höhe von 51 Millionen Euro. Das Geld sollte jeweils zur Hälfte aus dem Verkauf von Eintrittskarten und von insgesamt zwölf Sponsoren kommen. Diese unterteilten sich in sechs als „FIFA Partners“ bezeichnete Hauptsponsoren: adidas, Coca-Cola, Emirates, Hyundai Kia Motors, Sony und Visa, die internationale Werberechte haben, sowie sechs als „nationale Förderer“ bezeichnete Sponsoren: Es wurden mit dem Telekommunikationsunternehmen Deutsche Telekom, der Commerzbank, dem Versicherungskonzern Allianz, dem Handelskonzern Rewe, der Deutschen Post und der Deutschen Bahn Vereinbarungen unterzeichnet. Die Sponsoren sind damit identisch mit denen der U20-Frauen-WM von 2010.
Als Spielball kam der von FIFA-Partner adidas vertriebene Speedcell zum Einsatz.

### Eintrittskarten
Insgesamt standen eine Million Karten zur Verfügung, von denen 700.000 in den freien Verkauf gelangten. Die Hälfte dieser 700.000 Karten wurden zu ermäßigten Preisen angeboten und richteten sich in erster Linie an Familien, Vereine und Schulen, der Kernzielgruppe des Organisationskomitees. Der DFB kalkulierte mit einer Auslastung von 80 Prozent, was einem Zuschauerschnitt von 25.000 entsprach. Insgesamt rechnete der DFB mit Erlösen in Höhe von 27 Millionen Euro aus dem Verkauf der Eintrittskarten.
Zum ersten Mal fanden bei einer Frauen-Weltmeisterschaft keine zwei Spiele hintereinander an einem Tag im gleichen Stadion statt. Durch den Verzicht auf die sogenannten „Doubleheader“ versprach sich das Organisationskomitee eine Aufwertung der einzelnen Partien.
Am 22. April 2009 wurde im Internet ein Ticketportal eröffnet, bei dem sich Interessierte für den Kartenkauf registrieren lassen konnten. Die erste Verkaufsphase begann am 29. Oktober 2009 und endete nach einer Verlängerung am 31. August 2010. Angeboten wurden in dieser Phase ausschließlich Städteserien. Jede Städteserie umfasste alle vier Partien an einem Spielort (Mönchengladbach drei Spiele). Lediglich für Berlin wurde keine Städteserie angeboten, da hier nur ein Spiel (Eröffnungsspiel) stattfand. Die Städteserienkarten kosteten zwischen 30 Euro und 415 Euro (Frankfurt-Serie inkl. Finalkarte in der höchsten Preiskategorie). In der zweiten Verkaufsphase, die vom 17. Februar bis 31. August 2010 lief, wurden sogenannte „20Elf-Tickets“ für größere Gruppen angeboten. Jede „Mannschaft“, die aus mindestens elf „Mitspielern“ bestand, erhielt einen Nachlass von 20 Prozent auf die Ticketpreise. Dieses Angebot richtete sich vor allem an Schulen und Vereine. Eintrittskarten für einzelne Spiele wurden ab der dritten Phase verkauft, die am 15. September 2010 startete. Die Preise für die Karten lagen zwischen 10 und 200 Euro. Weitere Einzeltickets wurden zwischen dem 20. Januar und 20. Februar 2011 verkauft. Am 18. März 2011, genau 100 Tage vor dem Eröffnungsspiel zwischen Deutschland und Kanada, hatte die letzte Verkaufsphase für die Eintrittskarten der Weltmeisterschaft begonnen. Die Vergabe erfolgte nach dem Windhundprinzip.
Im Gegensatz zu den Eintrittskarten, die für die Männer-Weltmeisterschaft 2006 in Deutschland angeboten wurden, wurden die Eintrittskarten bei der Frauen-WM 2011 nicht personalisiert. Bei einer Städteserienkarte war es möglich, dass unterschiedliche Personen dieselbe Karte bei verschiedenen Spielen nutzen konnten.

### Quartiere
Im Gegensatz zu den Männern, bei denen alle Mannschaften 2006 ein oder zwei (Brasilien) feste Quartiere hatten, reisten die Frauen von Spielort zu Spielort und übernachteten in Hotels am oder in der Nähe des Spielortes. Dabei übernachteten gelegentlich beide Mannschaften im selben Hotel.

### Kampagne TEAM 2011
Am 1. Juli 2009 startete der DFB die Schul- und Vereinskampagne TEAM 2011. Mit ihr hatte sich der DFB das Ziel gesetzt, die Zusammenarbeit zwischen den Fußballvereinen und den Schulen zu intensivieren und mehr Mädchen für den Fußball zu begeistern. Für das Projekt investierte der DFB insgesamt 19,3 Millionen Euro. Die Schirmherren der Kampagne waren die Bundestrainerin der deutschen Frauen-Nationalmannschaft Silvia Neid sowie Joachim Löw, der Bundestrainer der deutschen Männer-Nationalmannschaft. Als Paten traten Navina Omilade und Lukas Podolski auf.

### Berichterstattung
In Deutschland übertrugen die öffentlich-rechtlichen TV-Anstalten ARD und ZDF alle 32 Turnierspiele live, vier davon bei den Digitalkanälen Einsfestival und ZDFinfokanal. Darüber hinaus übertrugen Eurosport und Eurosport 2 alle Spiele live. Der österreichische Sender ORF Sport Plus zeigte ebenfalls einige Spiele. In England übertrugen BBC Red Button und die BBC-Sport-Website die Spiele der englischen Mannschaft live, BBC Two zeigte Zusammenfassungen, das Finale lief live in BBC Three. In Schweden übertrugen TV4, TV4 Sport und TV11 alle Spiele. In Norwegen zeigte NRK einen Großteil der Spiele. In den USA zeigten ESPN und ESPN2 alle 32 WM-Spiele live; die früheren Spielerinnen Brandi Chastain und Briana Scurry sowie der ehemalige Trainer Tony DiCicco analysierten die Spiele.
Die Zuschauerresonanz auf die Fernsehübertragung fiel höher aus als erwartet. So erreichte das Eröffnungsspiel Deutschland – Kanada mit über 15 Millionen Zuschauern einen Marktanteil von rund 60 Prozent. Die Quoten des ersten Vorrundenspieltages (ohne deutsche Beteiligung) lagen zwischen 20 und 26 Prozent, das Finale des Turniers sahen 15,3 Millionen Zuschauer, der Marktanteil lag dabei bei 46,6 Prozent.

### Kultur
Das offizielle Logo der WM 2011 wurde am 19. April 2008 im Rahmen des DFB-Pokal-Finales von Steffi Jones und Franz Beckenbauer im Berliner Olympiastadion vorgestellt. Das Zeichen steht unter dem Motto „Arena Deutschland“. Es zeigt ein stilisiertes Stadion, das mit geschwungenen Streifen in den Nationalfarben Schwarz-Rot-Gold umgeben ist, und in einer Ecke den FIFA Women’s World Cup. Entworfen wurde das Logo von der Stuttgarter Agentur „wvp“.
Neben dem Turnierlogo wurde für jeden Spielort ein Spielortlogo erstellt, das die jeweiligen Besonderheiten der Stadt repräsentiert. So zeigt beispielsweise das Bochumer Spielortlogo den Förderturm eines Bergwerks. Die Spielortlogos sollen die Vorfreude auf das Turnier forcieren.
Während des Eröffnungsspiels der U-20-Weltmeisterschaft 2010 am 13. Juli 2010 in Bochum wurde mit der Katze Karla Kick das Maskottchen der Weltmeisterschaft 2011 vorgestellt. Das Maskottchen wurde von der Frankfurter Kreativagentur GMR Marketing GmbH entwickelt und soll laut OK-Präsidentin Steffi Jones „auf beeindruckende Weise für die wichtigsten Attribute des Frauenfußballs stehen: Leidenschaft, Spaß und Dynamik“.
Zur WM gab das Bundesministerium der Finanzen zwei von Henning Wagenbreth entworfene Sondermarken in der Zuschlagmarken-Serie „Für den Sport“ zur Unterstützung der Stiftung Deutsche Sporthilfe heraus. Die beiden Marken in den Werten „45+20“ und „55+25“ wurden am 7. April 2011 veröffentlicht.
Das italienische Unternehmen Panini brachte am 6. Juni 2011 erstmals ein Sammelalbum für eine Frauen-Weltmeisterschaft auf den Markt. Bei den Männer-Weltmeisterschaften veröffentlicht Panini bereits seit 1970 Sammelalben. Pro Mannschaft wurden jeweils 19 der 21 Spielerinnen des Kaders mit Bildern präsentiert. Da das Album – wie auch bei den Männer-Weltmeisterschaften – vor Festlegung der endgültigen Kader gedruckt wurde, enthält das Album teilweise nicht nominierte Spielerinnen, z. B. bei der deutschen Mannschaft ein Bild von Anja Mittag, die jedoch nicht im Kader der deutschen Mannschaft stand.
Zum offiziellen Lied der Weltmeisterschaft 2011 wurde der Titel Happiness der US-amerikanischen Sängerin und Schauspielerin Alexis Jordan ausgewählt. FIFA-Marketing-Direktor Thierry Weil bezeichnete das Lied als einen „großartigen Song, der die verspielte Natur des Frauen-Fußballs und der FIFA Frauen-Fußball WM einfängt“.
Am 19. Juni 2011, genau eine Woche vor dem Eröffnungsspiel, zeigte Das Erste die Folge 805 der Krimireihe Tatort, die sich mit einem Mordfall im Frauenfußball beschäftigt. In der SWR-Produktion mit dem Titel Im Abseits ermittelt Kommissarin Odenthal den Mörder der (fiktiven) türkischstämmigen Bundesligaspielerin Fadime Gülüc (gespielt von der ehemaligen türkischen Nationalspielerin Filiz Koç), die in der deutschen Nationalmannschaft bei der Weltmeisterschaft spielen sollte. Ihre Lebensgeschichte weist gewisse Parallelen mit Fatmire Bajramaj auf. Der Film zeigt Probleme bei der Integration im Sport und den Kampf der Fußballerinnen um gesellschaftliche Anerkennung. In Nebenrollen sind Theo Zwanziger, Steffi Jones, Célia Okoyino da Mbabi, Joachim Löw und Oliver Bierhoff zu sehen.
Am 9. Juni 2011 wurde durch das Bundesfinanzministerium eine von der Berliner Künstlerin Alina Hoyer entworfene Gedenkmünze veröffentlicht. Die Randschrift der Münze lautet: „DIE ZUKUNFT DES FUSSBALLS IST WEIBLICH“

### Kontroversen

#### Menschenrechte
Auf Einladung der ehemaligen Fußballnationalspielerin Petra Landers wollte die iranische Menschenrechtsaktivistin und Sportfotografin Maryam Majd im Juni 2011 zur Fußball-Weltmeisterschaft der Frauen nach Deutschland reisen, um die Spielerinnen fotografisch zu begleiten und ein Buch über das Turnier herauszubringen. Vor ihrer Abreise nach Deutschland wurde sie festgenommen.
Kurz nach Turnierbeginn wurde bekannt, dass die nigerianische Nationaltrainerin Ngozi Eucharia Uche im Vorfeld der Weltmeisterschaft alle lesbischen Spielerinnen aus der Nationalmannschaft verbannt hatte. Uche begründete dies damit, dass sie die „dreckige Lebensweise“ der Lesben nicht tolerieren könne.
Der Weltverband FIFA reagierte zunächst nicht auf Uches Aussagen. Nach einer Ankündigung von Tatjana Haenni, der FIFA-Abteilungsleiterin für Frauenfußballwettbewerbe, die nigerianische Trainerin auf das Thema anzusprechen, dementierte Uche, jemals derartige Aussagen gemacht zu haben.

#### Äquatorialguinea
Die äquatorialguineische Spielerin Jade Boho Sayo wurde kurz nach Turnierbeginn von der FIFA für zwei Monate gesperrt. Die gebürtige Spanierin nahm im Jahre 2004 mit der spanischen U-19-Auswahl an der Europameisterschaft teil und soll auch für die spanische A-Nationalmannschaft gespielt haben. Wegen dieses Vergehens wurde Äquatorialguinea von den olympischen Sommerspielen 2012 disqualifiziert.
Äquatorialguinea wird darüber hinaus von anderen afrikanischen Mannschaften beschuldigt, Männer in Qualifikationsspielen eingesetzt zu haben. Verdächtigt werden die Schwestern Bilinguisa und Salimata Simpore, die beide nicht für die Weltmeisterschaft nominiert wurden. Die Vorwürfe konnten bislang noch nicht bewiesen werden. Darüber hinaus wird die Korrektheit der Einbürgerung von sieben gebürtigen Brasilianerinnen bezweifelt.

#### Doping
Die kolumbianische Ersatztorhüterin Yineth Varón wurde „aufgrund eines von der Norm abweichenden Analyseergebnisses“ in einer Dopingprobe vor der Begegnung der Gruppe C zwischen Schweden und Kolumbien mit einer Schutzsperre belegt. Varón beantragte fristgerecht die Analyse der B-Probe, die das Ergebnis der A-Probe bestätigte. Laut Auskunft des kolumbianischen Verbandes hatte die Spielerin dem Teamarzt eine vor dem Turnier durchgeführte Hormonbehandlung verschwiegen.
Im Vorfeld der abschließenden Vorrundenbegegnung der Gruppe C zwischen Nordkorea und Kolumbien wurde in Urinproben der nordkoreanischen Spielerinnen Song Jong-sun und Jong Pok-sim „eine Substanz der Gruppe S1B“ (Steroidhormone) nachgewiesen. Der nordkoreanische Verband verzichtete auf eine Analyse der B-Probe, was Experten gemeinhin als Schuldeingeständnis werten. Nach dem Spiel wurde der komplette WM-Kader Nordkoreas zur Dopingkontrolle gebeten. Am 16. Juli teilte die FIFA mit, dass drei weitere nicht namentlich genannte Spielerinnen der Mannschaft Nordkoreas des Dopings überführt wurden. Bei allen Sportlerinnen seien 14 unterschiedliche Steroide gefunden worden, wovon vier auf der Dopingliste stünden.
Die während der WM des Dopings überführten nordkoreanischen Spielerinnen Jong Pok-sim, Hong Myong-hui, Ho Un-byol, Ri Un-hyang wurden von der FIFA am 25. August 2011 für 18 Monate sowie Song Jong-sun für 14 Monate gesperrt. Die Ärztin des nordkoreanischen Fußballverbands, Nam Jong-ae, wurde für sechs Jahre gesperrt. Darüber hinaus wurde gegen den nordkoreanischen Fußballverband eine Geldstrafe von 400.000 US$ verhängt. Die Nationalmannschaft wurde von der WM 2015 in Kanada ausgeschlossen. Die kolumbianische Spielerin Yineth Varón wurde für zwei Jahre gesperrt.

#### Marta
Die brasilianische Fußballspielerin Marta wurde insbesondere in den Spielen gegen Norwegen und die USA bei ihren Ballkontakten vom Publikum ausgepfiffen. Im Spiel gegen Norwegen war das Foul gegen Nora Holstad Berge, das ihrem ersten Tor vorausging, der Anlass, gegen die USA die Wiederholung des von Cristiane verschossenen Strafstoßes und die Rote Karte für Rachel Buehler. Zudem hat sie in einigen Situationen, als sie mit den Entscheidungen der Schiedsrichterinnen nicht einverstanden war, gestikuliert und „gemeckert“ sowie Karten für die Gegenspielerinnen gefordert, in den Augen der Zuschauer aber selbst als große Schauspielerin geglänzt, die unter „akuter Fallsucht“ litt. Im Spiel gegen Norwegen legten sich die Unmutsäußerungen des Publikums aber nach ihrem zweiten Tor. Auch außerhalb des Platzes hatte sie sich unbeliebt gemacht, da sie Autogrammwünsche nur dann erfüllte, wenn TV-Kameras in der Nähe waren. In Dresden hatte Marta nach dem Verschwinden der Fernsehleute die Fans mitunter angeschrieen.

## Schiedsrichterinnen
Die FIFA nominierte für die Endrunde insgesamt 16 Schiedsrichterinnen, 32 Schiedsrichterassistentinnen und zwei Vierte Offizielle. Älteste Schiedsrichterin war die 41-jährige Schwedin Jenny Palmqvist, jüngste Schiedsrichterin die 28-jährige Fidschianerin Finau Vulivuli.
| Verband  | Schiedsrichterin           | Spiele |    |   |   | 4. O. |                                           | Assistentin 1                                | Assistentin 2 |
| -------- | -------------------------- | ------ | -- | - | - | ----- | ----------------------------------------- | -------------------------------------------- | ------------- |
| AFC      | Jacqui Melksham            | 2      | 10 | 0 | 1 | 2     | Allyson Flynn                             | Sarah Ho                                     |               |
| AFC      | Cha Sung-mi                | 1      | 2  | 0 | 0 | 1     | Widiya Shamsuri                           | Kim Kyoung-min                               |               |
| AFC      | Etsuko Fukano              | 2      | 4  | 0 | 0 | 2     | Saori Takahashi                           | Zhang Lingling                               |               |
| CAF      | Thérèse Neguel             | 1      | 0  | 0 | 0 | 3     | Tempa Ndah François                       | Lidwine Rakotozafinoro                       |               |
| CONCACAF | Carol Chenard              | 3      | 2  | 0 | 0 | 2     | Marlene Duffy Emperatriz Ayala Rita Muñoz | Emperatriz Ayala Cindy Mohammed Mayte Chávez |               |
| CONCACAF | Kari Seitz                 | 3      | 1  | 0 | 1 | 1     | Marlene Duffy                             | Veronica Perez                               |               |
| CONCACAF | Quetzalli Alvarado Godínez | 2      | 7  | 0 | 0 | 3     | Rita Muñoz                                | Mayte Chávez                                 |               |
| CONMEBOL | Silvia Reyes               | 2      | 6  | 0 | 0 | 2     | Mariana Corbo                             | Marlene Leyton                               |               |
| CONMEBOL | Estela Álvarez             | 2      | 4  | 0 | 0 | 1     | María Rocco                               | Yoly García                                  |               |
| OFC      | Finau Vulivuli             | 1      | 1  | 0 | 0 | 2     | Jacqueline Stephenson                     | Lata Tuifutuna                               |               |
| UEFA     | Kirsi Heikkinen            | 3      | 9  | 0 | 1 | 0     | Anu Jokela                                | Tonja Paavola                                |               |
| UEFA     | Christina Pedersen         | 2      | 0  | 0 | 0 | 2     | Hege Steinlund                            | Lada Rojc                                    |               |
| UEFA     | Jenny Palmqvist            | 3      | 6  | 0 | 0 | 1     | Helen Karo                                | Anna Nyström                                 |               |
| UEFA     | Bibiana Steinhaus          | 3      | 6  | 0 | 1 | 1     | Katrin Rafalski                           | Marina Wozniak                               |               |
| UEFA     | Kateryna Monsul            | 0      | 0  | 0 | 0 | 3     |                                           |                                              |               |
| UEFA     | Dagmar Damková             | 1      | 1  | 0 | 0 | 2     | Maria Luisa Villa Gutiérrez               | Yolanda Parga Rodríguez                      |               |
| UEFA     | Thalia Mitsi               | 0      | 0  | 0 | 0 | 3     |                                           |                                              |               |
| UEFA     | Gyöngyi Gaál               | 1      | 4  | 0 | 0 | 1     | Cristina Cini                             | Nathalie Walker                              |               |

Während fünf Schiedsrichterinnen nur einmal eingesetzt wurden, kamen Carol Chenard, Kirsi Heikkinen, Jenny Palmqvist, Kari Seitz und Bibiana Steinhaus jeweils dreimal zum Einsatz. Das erste Spiel des Turniers wurde von der US-Amerikanerin Kari Seitz, das Finale von Bibiana Steinhaus geleitet. Die Schiedsrichterinnen vergaben 63 gelbe und 4 rote Karten. Es wurden 4 Elfmeter verhängt.
Die Leistungen der Unparteiischen wurden kontrovers diskutiert. Die Südkoreanerin Cha Sung-mi ließ beim Vorrundenspiel zwischen Deutschland und Nigeria die zahlreichen harten Attacken der Nigerianerinnen weitestgehend unbestraft. Bei der Partie zwischen Äquatorialguinea und Australien fing die äquatorialguineische Verteidigerin Bruna einen Abpraller vom Pfosten mit der Hand auf und hielt das Spielgerät mehrere Sekunden fest. Die ungarische Schiedsrichterin Gyöngyi Gaál gab hier keinen Elfmeter.
Mehrmals hatte das Schiedsrichterinnengespann auch Probleme zu erkennen, welche Spielerin zuletzt den Ball berührt hatte, wenn der Ball ins Seiten- oder Toraus gelangte, so dass es einige Einwürfe für die falsche Mannschaft und ungerechtfertigte Ecken bzw. Abstöße gab. Holger Osieck, der die australische Männernationalmannschaft trainiert und das Spiel im Stadion verfolgte, regte an, (mehr) männliche Schiedsrichter einzusetzen. Allerdings gab es auch bei den Fußball-Weltmeisterschaften der Männer in Deutschland 2006 sowie in Südafrika 2010 erhebliche Kritik an den Schiedsrichtern.

## Auswirkungen auf die FIFA-Weltrangliste
In der FIFA-Weltrangliste, die am 22. Juli 2011 neu berechnet wurde, gab es gegenüber der letzten Berechnung vom 18. März 2011 auf den ersten fünf Plätzen keine Veränderungen. Die ersten fünf rückten aber dadurch, dass die USA und Deutschland Punkte verloren, während Brasilien, Japan und Schweden Punkte gewannen, näher zusammen. Die Punktdifferenz zwischen dem Ersten (USA) und Fünften (Schweden) wurde nahezu halbiert.
In der Rangliste verbessern konnten sich von den WM-Teilnehmern Äquatorialguinea (sechs Plätze, wobei die meisten Punkte für die Olympia-Qualifikationsspiele gegen Kamerun erhalten wurden, obwohl die Mannschaft wegen des Einsatzes einer nicht spielberechtigten Spielerin nachträglich disqualifiziert wurde), England (vier Plätze), Australien, Kolumbien und Neuseeland (je zwei Plätze). Verschlechtert haben sich Norwegen (ein Platz), Kanada (zwei Plätze) und Nordkorea (vier Plätze). England, Australien, Kolumbien und Äquatorialguinea konnte ihre bisher beste Platzierung erreichen.